# Friedensbrücke (Plauen)
Die Friedensbrücke in Plauen (auch Syratalviadukt genannt) ist eine Bruchsteinbogenbrücke über das Tal des Syrabaches mit einer lichten Weite von 90 Metern. Sie ist die Brücke mit einem der größten steinernen Brückenbögen weltweit. Die Brücke hat eine Länge von 133, eine Breite von 18 und eine Höhe von 18 Metern. Die Brücke überführt die Bundesstraße 92 mit vier Fahrstreifen sowie beidseitigen Gehwegen.

## Planung
Schon in den 1870er Jahren wurde von den Stadtplanern die Errichtung einer Brücke über das tief eingeschnittene Tal des Syrabaches diskutiert. 1886 wurde das Projekt vom Stadtbaurat Georg Osthoff anlässlich des Allgemeinen Sächsischen Baugewerketages in Plauen erstmals öffentlich vorgestellt. Dabei sah das erste Projekt noch eine Brücke mit Halbkreisgewölben auf massiven Pfeilern vor. Da diese Variante eine Vielzahl von Veränderungen der Straßenführung sowie eine aufwändige Gründung mehrerer Brückenpfeiler bedeutet hätte, wurde der Vorschlag verworfen. 1889 schlug der Stadtbaurat Robert Julius Knöfel eine Brücke mit schmiedeeisernem Überbau auf Natursteinpfeilern vor. Nachdem die Brücke 1894 in den städtischen Bebauungsplan aufgenommen wurde und die Stadt durch die Blütezeit der Stickerei- und Spitzenindustrie rasant wuchs, wurde der Bau der Brücke immer dringender.
Nachdem im Westen der Stadt die Kaserne gebaut wurde und im Norden, in der Bahnhofsvorstadt, die Expansion der Stadt vorangetrieben wurde, erfolgte 1901 eine beschränkte Ausschreibung für den Bau einer Brücke, die die beiden Stadtteile verbinden sollte. Es gingen insgesamt 23 Entwürfe ein, darunter sechs Eisen- und vier Betoneisenkonstruktionen sowie zwölf Konstruktionen mit Betongewölben als mehrfeldige Brücken. Die Eisenkonstruktionen stellten zwar die preiswertesten Varianten im Bau dar, doch durch die hohen Unterhaltskosten für die reinen Stahlkonstruktionen und die damaligen Sicherheitsrisiken bei Stahl-Beton-Konstruktionen wurden diese Entwürfe von dem Vorschlag der Firma B. Liebold und Co. AG (Holzminden/Berlin), Niederlassung Langebrück, verdrängt. Diese Firma schlug am 2. April 1902 den Bau einer massiven Bruchsteinbrücke vor. Im ersten Entwurf bestand sie noch aus drei Bögen von 35, 52 und 35 Metern. Um die Verkehrslage im Tal nicht zu beeinträchtigen, wurde der Vorschlag noch einmal vom Ingenieur Caesar Liebold in Zusammenarbeit mit der Stadtbauverwaltung, unter Leitung des Stadtbaurates Georg Fleck, überarbeitet. Das Ergebnis war eine Weltneuheit – eine Brücke mit nur einem korbförmig gewölbten Hauptbogen von 90 Metern lichter Weite, 18 Meter Stichhöhe sowie einer Bogendicke von 4,0 Metern am Kämpfer und 1,5 Meter im Scheitel. Als Baumaterial war ein Bruchstein-Zementmörtel-Mauerwerk vorgesehen, mit Fruchtschiefer aus Theuma und Tirpersdorf als Baumaterial. Aufgrund der Bedenken hinsichtlich der Tragfähigkeit und der Elastizität wurden mehrere Gutachten eingeholt. Unter anderem erstellte der Plauener Geologe Ernst Weise dazu im Juli 1903 ein Gutachten über die Gesteinsbeschaffenheit für das Fundament der Widerlager.

## Bau der Brücke
Am 26. März 1903 begannen die Schachtarbeiten für die Widerlager des Hauptbogens. Außerdem wurde die neue Straße zur Actienbrauerei und die teilweise Überbrückung des Syrabaches in Angriff genommen. Letztere wurde am 2. Mai 1903 vollendet. Im Zuge dieser Bauarbeiten wurden auf der Dobenaustraße neun Häuser abgerissen. Am 8. Juni 1903 stieß man bei den Arbeiten für das südliche Widerlager auf einen alten Bergwerksstollen, der wahrscheinlich im 15./16. Jahrhundert betrieben wurde. Dieser wurde auf einer Länge von 60 Metern freigelegt, gereinigt, mit Bruchsteinmauerwerk bogenförmig ausgemauert und mit einer Auflagebank, quer zur Brückenachse aus 6 Stahlträgern zu je 16 Metern Länge versehen, um gleichmäßige Druckverhältnisse auf den Untergrund zu gewährleisten. Am 31. Juli 1903 war man mit diesen unvorhergesehenen Arbeiten fertig, die eine zusätzliche Summe von 13.000 Mark erforderten.

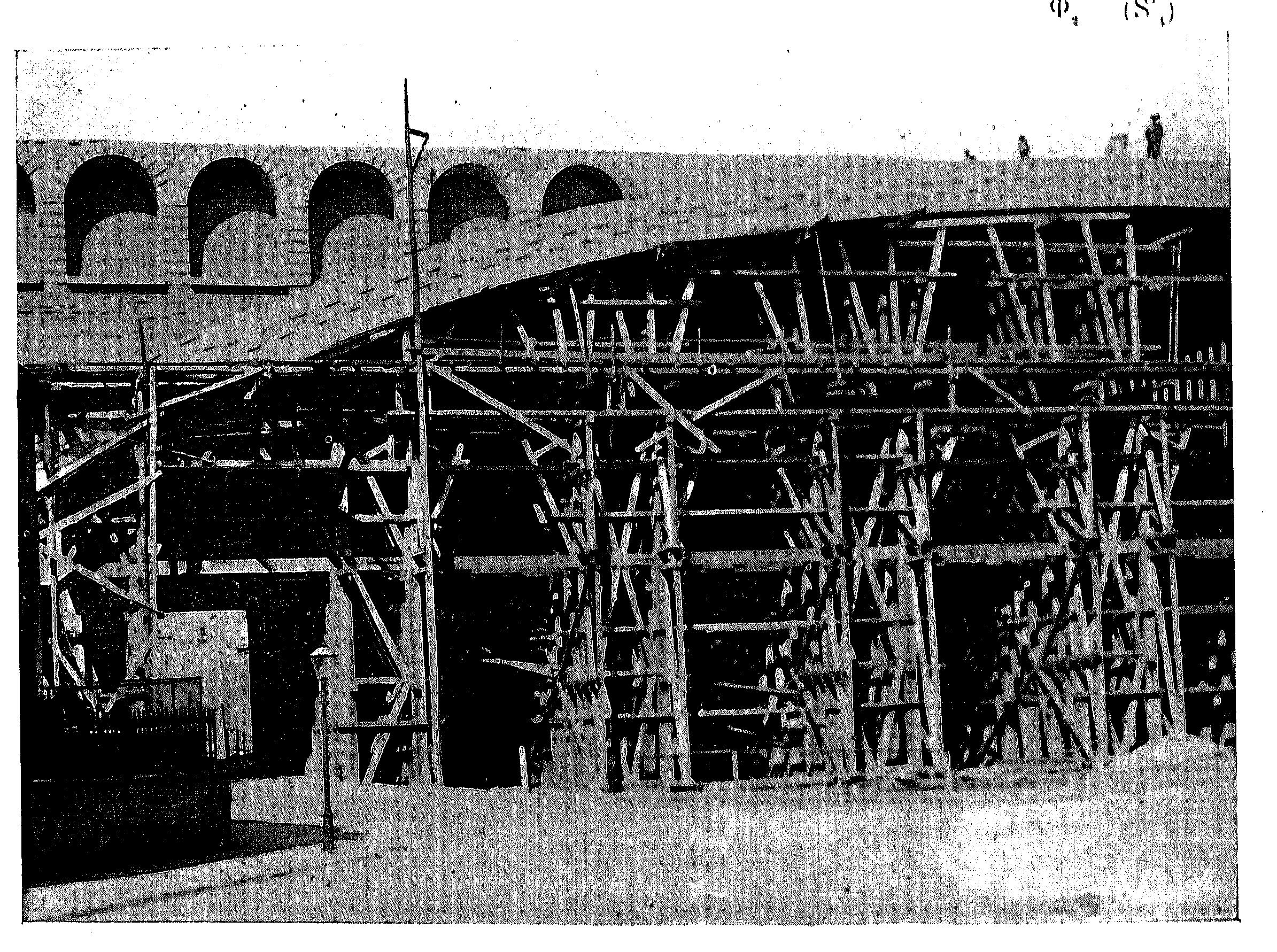
Syratalviadukt im Bau, mit Lehrgerüst (ca. 1904)

Vom 1. August bis 28. September 1903 wurde ein Lehrgerüst für den Hauptbogen errichtet. Dafür wurden 120 Doppelwagenladungen Holz und 2 Doppelwagenladungen (je 17.000 Stück) Schrauben und Bolzen verbaut. Die von der Firma Liebold in Langebrück vorbereiteten Gerüstteile hatten eine Länge von bis zu 20 Metern und eine Breite von bis zu 4,50 Metern. Um die Zufahrt zur Actienbrauerei und die Durchfahrt auf der Dobenaustraße zu gewährleisten, wurden in das Lehrgerüst bereits Durchfahrtsöffnungen eingebaut. Während der Bauarbeiten am Gerüst begann die Aufmauerung der beiden Widerlager. Die Aufmauerung der Brücke wurde gleichmäßig von beiden Seiten vorangetrieben, wobei das Material über Holzbrücken auf das Gerüst transportiert wurde. Am 15. Oktober 1903 wurde mit der Mauerung des mittleren Bogenteils begonnen. Dieser 65 Meter weit gespannte Bogen kann als elastischer Teil betrachtet werden, der durch zwei Fugen von den beiden jeweils 12,5 Meter weit auskragenden Bogenteilen getrennt wurde, die zum Widerlager gerechnet werden. Die Bauarbeiten bis zur Trennungsfuge konnten am 8. November 1903 abgeschlossen werden. Am 26. November wurde durch Schließung der letzten Verbauung der schwierigste Teil abgeschlossen. Am 27. Oktober 1903 erfolgte die Ausschreibung für den Bau der Strebepfeiler und der Stützmauer an der südlichen Seite der Brücke, die der Plauener Mauermeister Albert Richter gewann. Mit dem Bau des 13,20 Meter weiten Nebenbogens konnte 1904 begonnen werden. Er war als Durchlass für eine Straße im Syratal gedacht, die jedoch nie gebaut wurde. Auch die Stirn- und die Flügelmauern wurden 1904 in Angriff genommen, ebenso die Treppenanlagen. Im September wurde das Brückengewölbe mittels eines Asphaltfilzbelages gegen eindringendes Wasser isoliert. Der mittlere Teil des Hauptbogens wurde mit sechs Längsspandrillen überbaut auf deren Gewölbe 90 Zentimeter Aufschüttung und das Fahrbahnpflaster lagerten.
Im Juli 1904 wurden im Auftrag des städtischen Vermessungsamtes Spannungsmesser an der Brücke installiert, um Veränderungen des Bogens feststellen zu können. Dazu wurde am Scheitel des Bogens eine in Millimeter geteilte, 30 Zentimeter lange Präzisionsnivellierplatte aus Emaille angebracht. Die Messungen ergaben, dass die Scheitelsenkung vom 1. Juli 1904 (Entfernung des Lehrgerüstes) bis zum 24. August 1905 bereits 16,4 Zentimeter betrug. Sie nahm bis zum Ende des Jahres noch um 5,2 Zentimeter zu. Die durchschnittliche Senkung betrug danach zirka 2 Millimeter im Jahr. Hauptursache waren das damals kaum bekannte Kriechen und Schwinden des Zementmörtels.
Im Jahr 1905 wurden vom Plauener Schlossermeister Volkmar Müller und der Firma J. G. Spranger 12 schmiedeeiserne Lichtmasten aufgestellt. An jedem Mast wurde in der Höhe von 4,50 Metern zwei Gaslaternen, in der Höhe von sechs Metern Drähte für die Straßenbahn-Oberleitungen und in der Höhe von 8,50 Metern elektrische Straßenbeleuchtungskörper der Firma J.P. Wild angebracht. Am 11. März 1905 wurde die Anfertigung des 166,04 Meter langen schmiedeeisernen Geländers in Auftrag gegeben. Die Fertigstellung des Geländers erfolgte durch die Firma Hermann Vieweg aus Aue. Die Anstrich- und Vergoldungsarbeiten führte der Dekorationsmaler Johannes Carlé aus Plauen aus.

## Weihe

Der Syratalviadukt (Friedrich-August-Brücke) im Jahre 1906

Der Stadtrat beschloss am 17. März 1905 das Einverständnis des Königs Friedrich August III. einzuholen, die Brücke auf seinen Namen zu taufen. Am 18. April wurde die Genehmigung durch den Innenminister erteilt. So teilte der Kreishauptmann Dr. Forker-Schubauer aus Zwickau mit, dass die Brückenweihe am 25. August 1905 stattfinden solle. Am 14. August wurde der Stadtrat jedoch informiert, dass der König, aufgrund eines geänderten Reiseverlaufes, bereits am 24. August eintreffen werde, um nach einer Übernachtung im „Wettiner Hof“ nach Crimmitschau weiter zu reisen.
Der erstmalige Besuch des Königs in Plauen und die Brückenweihe wurden von einem Festkomitee und mehreren Ausschüssen vorbereitet. So gab es zum Beispiel einen „Illuminations- und Schmückungsausschuss“ unter der Leitung des Stadtrates Gustav Lindemann, der allein 11.000 Mark für die festliche Ausgestaltung der Stadt zur Verfügung hatte.
Am 24. August 1905, gegen 14:00 Uhr traf der König in der Stadt ein. Schüler der verschiedenen Schulen, Vereine, Gesellschaften und die Bürgerfeuerwehr standen Spalier. Festliche Musik des Stadtmusikchors leiteten die Brückenweihe im Beisein des Königs ein. Der Stadtbaurat Georg Fleck, der die Oberleitung des Bauprojektes innehatte, hielt eine der Eröffnungsreden: „Stolz und stattlich prangt heute die 90 Meter weit gespannte Riesenbrücke im fröhlichen Festschmuck. Aus heimischem Steine mit einem durch die weitsichtige Opferbereitschaft der städtischen Körperschaften bewilligten reinen Bauaufwande von rund 400.000 Mark in wenig mehr als zwei Jahren ohne Unfall errichtet, so bildet sie einen Markstein in der Geschichte der Kreisstadt Plauen, ein schönes Denkmal deutschen Bürgersinns, einen Erfolg in der Brückenbaukunst, auf den die deutsche Technik mit Genugtuung blicken darf.“ Während des Festaktes im Alten Rathaus trug sich König Friedrich August III. als Erster in das Goldene Buch der Stadt Plauen ein. Im Anschluss an seine Festrede gab der Oberbürgermeister Dr. Schmid die Brücke für den Verkehr frei. Damit erfolgte auch die Inbetriebnahme der Straßenbahnlinie Dittrichplatz – Friedhof, die zweigleisig über die „König-Friedrich-August-Brücke“ führte.

## Instandsetzungen – Zerstörung – Wiederaufbau

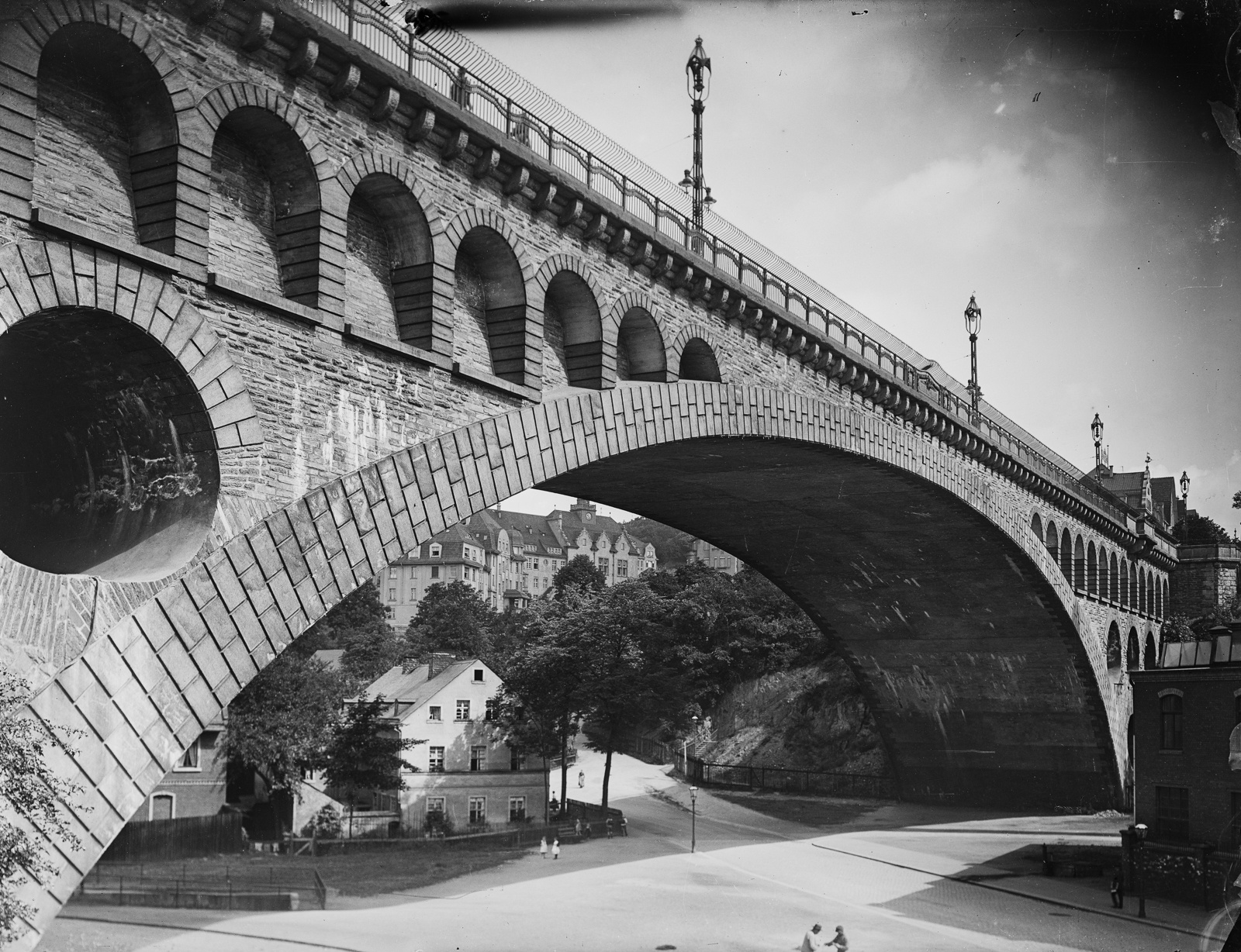
Die Brücke um 1925

Im März 1907 wurden bereits Risse an der auf dem Gewölbe aufsitzenden Stirnmauer beobachtet, die auf die Senkung des Hauptbogens zurückzuführen waren. Auch die Durchfeuchtung des Mauerwerkes nahm zu. Im Jahr 1913 wurden die Fahrbahn und die Fußwege auf einer Länge von 40 Metern angehoben. Aufgrund der steigenden Suizidversuche und -opfer wurde im Mai desselben Jahres ein gebogener Geländeraufsatz montiert, der 60 Zentimeter auskragte und in aufgesetzten Spitzen endete. 1920 löste sich ein Quader aus dem Stirnbogen, wodurch eine Untersuchung der gesamten Gewölbestirn erforderlich wurde. In diesem Zuge wurden 30 Verblendquader wegen Absturzgefahr entfernt. Von März bis November 1923 wurden Schäden beseitigt, die durch Sickerwasser hervorgerufen wurden. In den Jahren 1933/34 wurde die gesamte Dichtung erneuert. Ein Gutachten hatte ergeben, dass eindringende Nässe den Beton am Brückenbogen ausgelaugt hatte und Hohlräume im Gewölbe verursacht wurden. Diese Hohlräume wurden durch Zementmörtelinjektionen instand gesetzt. Aufgrund eines weiteren Gutachtens wurde im Jahr 1938 der mittlere Bogenteil von den Widerlagerbereichen durch Einschneiden von Fugen in die Stirnmauern getrennt, um eine gewisse Beweglichkeit zu erreichen.

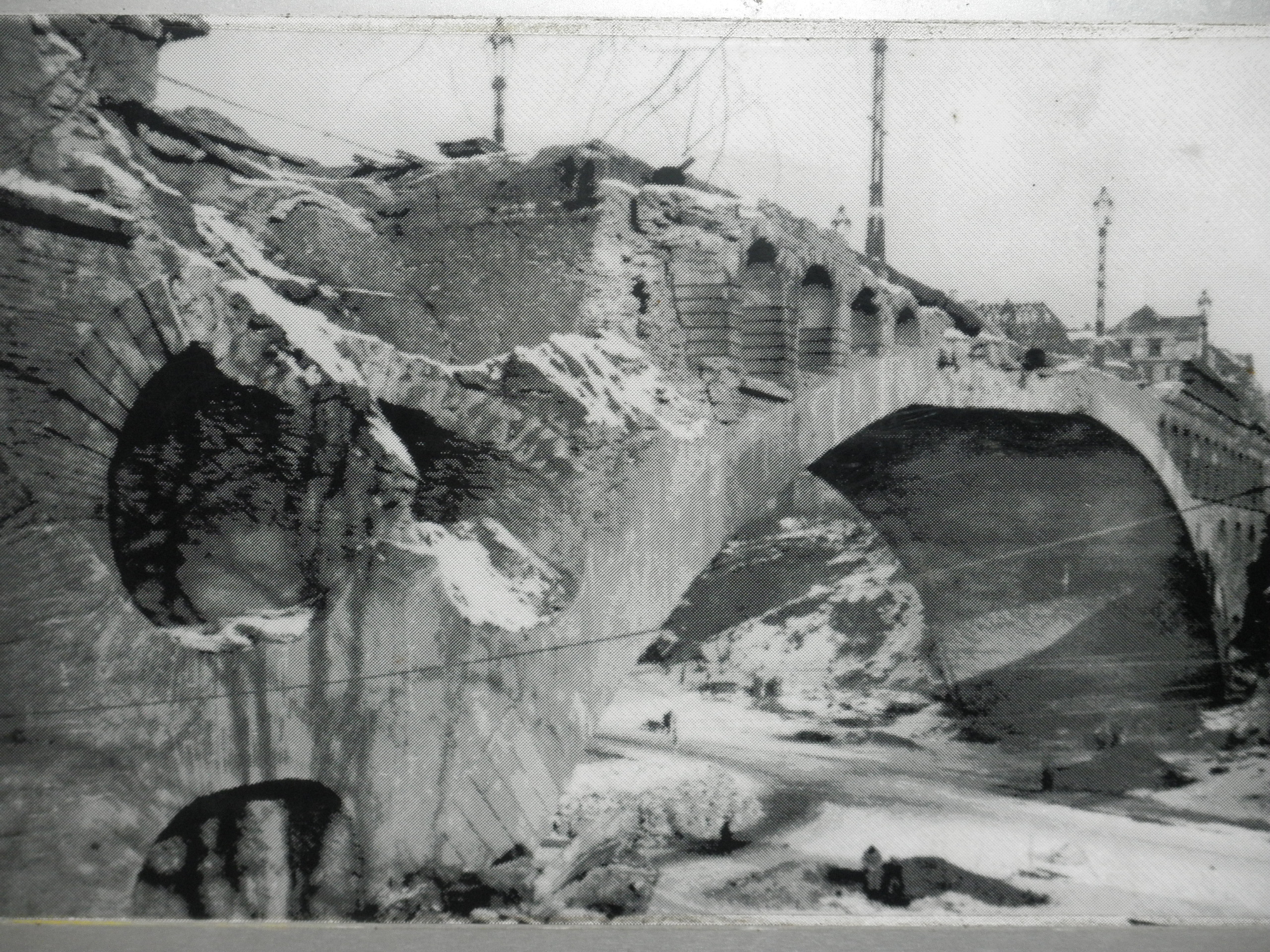
Die beschädigte Brücke im Jahr 1945

Als in den letzten Wochen des Zweiten Weltkrieges die Stadt Plauen bombardiert wurde, wurde auch die Brücke durch mehrere Sprengbomben schwer beschädigt. Einer der Treffer zerstörte etwa 40 Prozent des Gewölbequerschnitts, wodurch eine erhöhte Einsturzgefahr bestand. In einer gemeinsamen Sitzung der Sonderausschüsse für Wiederaufbau und für Mittelbeschaffung im März 1946 gab Stadtbaurat Sommer bekannt, dass der Fahrzeugverkehr über die Brücke komplett eingestellt werden musste. Am 21. März berichtete er, dass die tägliche Scheitelsenkung bei bis zu drei Millimeter liege. Mit dem Wiederaufbau wurde umgehend begonnen, wobei Schwierigkeiten bei der Materialbeschaffung, dem Transport und der Finanzierung die Fertigstellung verzögerten. Am 14. Juli 1947 berichtete Stadtbaurat Schiel, dass für die Fortsetzung der Instandsetzung 40 Tonnen Zement benötigt würden – die gesamte Zuteilung an die Stadt für einen Monat. Aufgrund der Einsturzgefahr bewilligte der Stadtrat die Mittel und Oberbürgermeister Wetzstein richtete am 14. August 1947 eine Eingabe an die Landesregierung, die Brücke durch die Zuteilung von zusätzlichen Baustoffen zu retten. Ein Gutachten empfahl den Einsatz eines Gewölbe-Expansions-Verfahrens beim Wiederaufbau. Deshalb wurde 1948 eine 24 Meter lange und acht Meter breite Plombe im tragenden Gewölbe eingesetzt, die mit insgesamt 2600 Tonnen Druck unter Spannung steht. Im Jahr 1949 wurden die Aufbauarbeiten mit Straßenherstellung, Fußwegkragkonstruktion, Treppenanlagen, Geländer usw. fertiggestellt. Die Straßenbahnlinie wurde dabei nicht wiedererrichtet, sondern die Schienen wurden zur Wiederherstellung der anderen Linien mit verbaut. Am 22. Dezember 1949 wurde die Brücke wieder eröffnet. Sie war zuvor am 7. November 1945 in „Friedrich-Ebert-Brücke“ umbenannt worden.
Am 29. November 1973 wurde die Brücke auf einen Ratsbeschluss hin in „Friedensbrücke“ umbenannt. Im Jahr 1984 erfolgte die Sanierung der Brücke durch den VEB Stadtdirektion für Straßenwesen, wobei ein neuer Fahrbahnbelag aufgebracht wurde. Außerdem fand ein Austausch der Gehwegplatten und der Brückenbeleuchtung statt.
Von April 2001 bis April 2004 fand eine umfassende Brückensanierung statt. Dabei wurde besonderer Wert darauf gelegt, die schädliche Durchnässung einzudämmen. Auf der Oberseite wurde neben einer 30 cm dicken Leichtbetonschicht eine 25 cm dicke Stahlbetonplatte aufgebracht. Abschließend wurde das Natursteinmauerwerk gereinigt und neu verfugt.